# Kyle Bekker
Kyle Bekker (geboren am 2. September 1990 in Oakville, Kanada) ist ein kanadischer Fußballspieler, der als Mittelfeldspieler eingesetzt wird. Er steht derzeit beim North Carolina FC unter Vertrag.

## Werdegang

### Vereinskarriere
In seiner Jugend spielte Bekker bei den Oakville Blue Stars und den Mississauga Dixie Dominators. 2008 erhielt Bekker eine Einladung zum Probetraining bei der Jugendakademie von Ajax Amsterdam, wurde von Ajax allerdings nicht verpflichtet. Zwischen 2009 und 2012 besuchte Bekker das Boston College und spielte für dessen Auswahlmannschaft.
Im MLS SuperDraft 2013 wurde Kyle Bekker vom FC Toronto ausgewählt und verpflichtet. Bereits beim ersten Saisonspiel der Saison 2013 – am 2. März 2013 gegen die Vancouver Whitecaps – stand Bekker in der Startaufstellung Torontos und machte damit sein Pflichtspieldebüt im Profifußball. Über die gesamte Saison hinweg wurde Bekker neunmal für Toronto eingesetzt, dabei stand er dreimal in der Startmannschaft. Zudem spielte Bekker sieben Spiele in der MLS Reserve League.
In der Saison 2014 spielte Bekker eine wichtige Rolle für den FC Toronto; er stand regelmäßig in der Startaufstellung kam 20 Mal zum Einsatz. Ein Tor in der Profiliga gelang ihm aber weiterhin nicht.
Vor Beginn der Saison 2015 wechselte Bekker vom FC Toronto zum FC Dallas. Dort kam er über die Rolle des Ergänzungsspielers aber nicht hinaus; er spielte achtmal für Dallas, davon allerdings nur zweimal von Beginn an. Am 16. Juli 2015 verließ Bekker den FC Dallas bereits wieder und schloss sich dem kanadischen Franchise Montreal Impact an. Im Gegenzug wechselte Bakary Soumaré von Montreal nach Dallas.
Bei Montreal Impact spielte Bekker während der Saison 2015 insgesamt dreimal, davon zweimal von Beginn an. Gegen die San Jose Earthquakes erzielte er ein Tor. In der Saison 2016 kam er in 18 Spielen zum Einsatz. Im Spiel gegen die Columbus Crew gelang ihm ein weiteres Tor.
Mit Ablauf der Saison 2016 wurde sein Vertrag bei Montreal Impact nicht verlängert. Bekker wechselte zur Saison 2017 daher zu den San Francisco Deltas in der North American Soccer League, die nach Neugründung 2017 erstmals in der NASL spielen. Gleich in seinem ersten Spiel gegen Indy Eleven konnte er das Tor für sein Team zum 1:1-Endstand erzielen – damit erzielte er das erste Tor in der Geschichte des Clubs.

### Nationalmannschaft
Bekker durchlief die kanadischen Jugendnationalmannschaften, seit er 15 Jahre alt war. In der kanadischen U-23-Auswahl wurde er zum Schlüsselspieler und nahm an den Qualifikationsspielen für die Olympischen Sommerspiele 2012 teil.
Am 26. März 2013 spielte Bekker im Spiel gegen dänische Auswahl erstmals für die kanadische A-Nationalmannschaft. Bekker konnte sich als Stammspieler in der Nationalmannschaft etablieren und nahm mit ihr am CONCACAF Gold Cup 2013 teil.